# Mactra stultorum
Mactra stultorum è un mollusco bivalve appartenente alla famiglia Mactridae.

## Descrizione della specie
Conchiglia grande 4-6 cm, ovale, convessa. 
Valve poco aperte; umbone sporgente; sottili fasce concentriche; sifoni riuniti.
Colore bianco lucente con bande opache color crema concentriche e talvolta radiali. 
Esiste una forma più globosa e arrotondata, di colore bianco o marrone, e un'altra più depressa, con raggi bruni. 
Attualmente sono in corso studi per verificare se si tratta di specie diverse o forme della stessa specie.

## Habitat e distribuzione
Abbastanza comune su fondi sabbiosi, appena sepolta dalla sabbia. 
È indicata come abbondante nel Medio e parte dell'Alto Adriatico

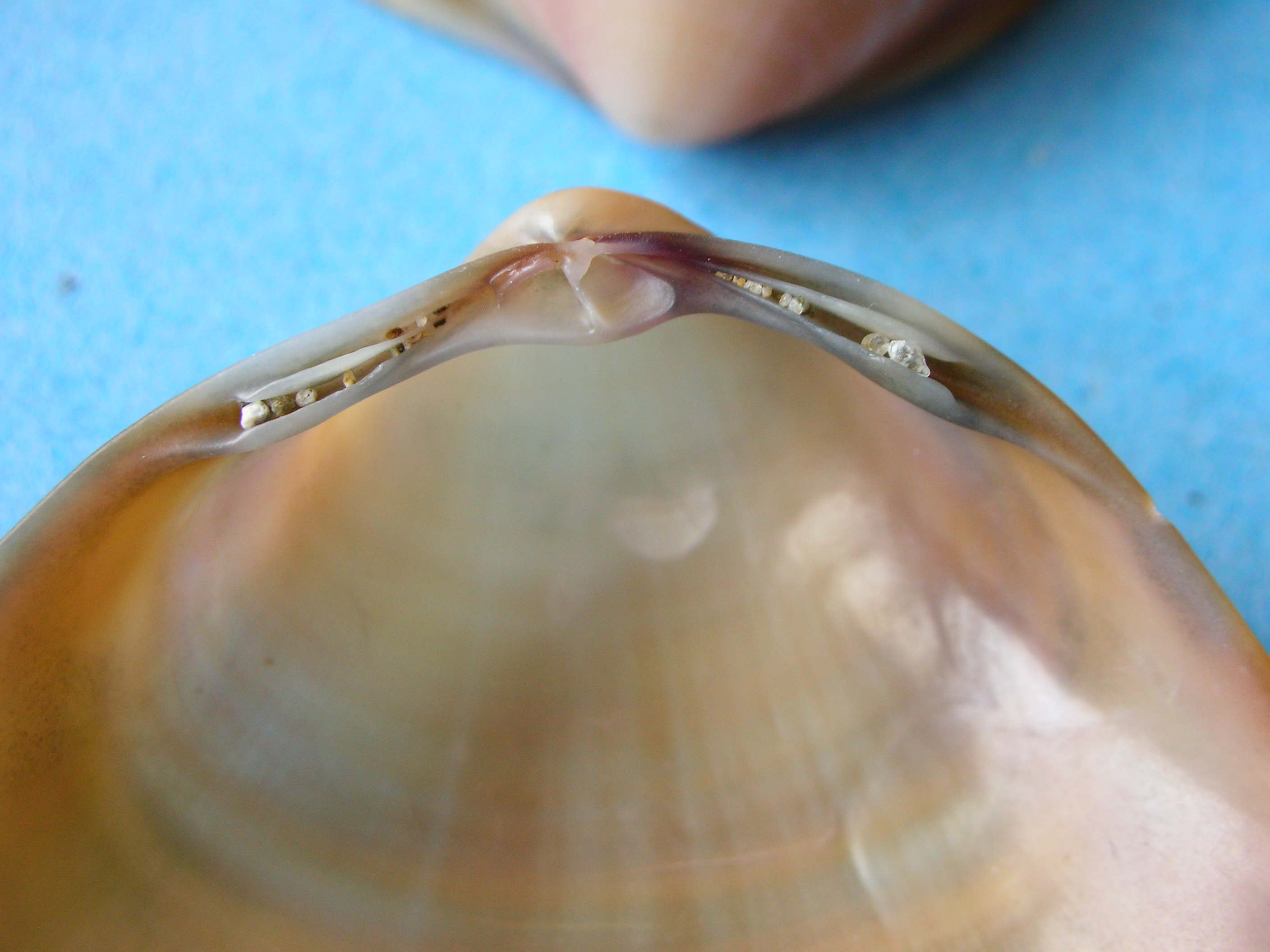
Particolare

## Nomi comuni
- Madia comune, Madia bianca, Mattra, Pisciòta, Piscióne
- (EN)  Rayed trough shell
- (FR)  Mactre coralline
- (ES)  Pechina lisa